# خوزه گونزالس
خوزه گونزالس (انگلیسی: José González؛ زادهٔ ۱۴ اکتبر ۱۹۶۶) بازیکن فوتبال اهل اسپانیا است که در پست مهاجم بازی‌ می‌کرد و در حال حاضر در سمت مربی است.
او در کادیس، اندلس به دنیا آمد، در دوران حرفه‌ای با نام ساده خوزه شناخته می‌شد.